# As Time Goes By
As Time Goes By is een lied geschreven door Herman Hupfeld in 1931.
Het werd wereldberoemd nadat het personage Sam (Dooley Wilson) het zong in de film Casablanca (1941). 
Het werd in de loop der jaren gecoverd door zangers als Rudy Vallee, Billie Holiday, Perry Como, Frank Sinatra, Bing Crosby, Harry Nilsson, Barbra Streisand, Carly Simon, Tony Bennett, Jane Monheit, Gal Costa, Bryan Ferry, Sal Viviano, Willie Nelson, Vera Lynn, Johnny Mathis, Henry Mancini, Rod Stewart, Wim Koopmans, Queen Latifah, Shirley Bassey en Neil Diamond.